# Зігура Єгор Олексійович
Єгор Олексійович Зігура (1984) — український скульптор, автор інсталяцій та арт-об'єктів, робіт у публічному просторі.

## Біографія
Народився в 1984 у місті Дніпро. Має брата Микиту. У 2003 р. закінчив Державну художню середню школу ім. Т. Г. Шевченка. У 2009 р. закінчив Національну академію образотворчого мистецтва та архітектури на відділенні скульптури. У 2012 р. закінчив асистентуру-стажування в Національній академії образотворчого мистецтва та архітектури. Член Національної спілки художників України. Викладав малюнок та скульптури у КНУТКіТ ім. I. К. Карпенка-Карого. Живе та працює в Києві.

## Творчість
У творчості Єгор прагне якомога докладніше дослідити античний спадок; окрім канонічних форм, скульптури у його виконанні наділені сучасними концептами та мають на меті висвітлити проблеми глобального суспільства: ідентифікація у мультикультурному світі, консюмеризм та екологічні загрози. Автор працює як із класичними, так і з новими матеріалами, серед котрих: бронза, метал, поліефір. Його роботи здобувають визнання й за кордоном — про це свідчать участь в аукціонах (Phillips, Sotheby's) та арт-ярмарках (Spectrum Miami, Art Palm Beach та інші).
Скульптури Єгора Зігури знаходяться у приватних колекціях зокрема Zenko Foundation (Україна), Abramovych Foundation (Україна), Brovdi Foundation (Україна), і Stedley Art Foundation (Україна). Його скульптури перебувають в приватних колекціях Данії, Франції, Португалії, Великої Британії, Сінгапуру, США, Японії, Китаю та Італії. Роботи Єгора Зігури експонуються у публічних просторах, наприклад у Abramovych Sculpture Park, Київському політехнічному інституті та A2 clinic.

## Вибрані виставки
- 2019 — BIFRONTE Castell'Arquato, Gallery Spazio GIOELE CHI, Італія
- 2019 — BIFRONTE Nice, Des Dominicains Gallery, Франція
- 2019 — Непорушна Тиша, Portal 11 [Архівовано 30 серпня 2019 у Wayback Machine.], Україна
- 2018 — Малий, Зимовий, Скульптурний, Триптих АРТ [Архівовано 30 серпня 2019 у Wayback Machine.], Україна
- 2018 — Більше, ніж скульптура, M17 art center [Архівовано 10 квітня 2015 у Wayback Machine.], Україна
- 2017 — Private Collection. Contemporary Ukrainian Artists, Інститут проблем сучасного мистецтва, Україна
- 2017 — BIFRONTE Granada, Espacio de Artes ArtUnity, Іспанія
- 2016 — BIFRONTE Parma, Palazzo Pallavicini, Італія
- 2016 — ГОГОЛЬFEST, Арт-завод Платформа, Україна
- 2016 — Рецепт для утопії, Інститут проблем сучасного мистецтва, Україна
- 2015 — КОЕФІЦІЄНТ НЕЗАЛЕЖНОСТІ, America House Kyiv [Архівовано 7 червня 2019 у Wayback Machine.], Україна
- 2015 — VII Великий скульптурний салон, Мистецький Арсенал, Україна
- 2015 — Art Twins, Національний музей Тараса Шевченка, Україна
- 2013 — Весняний вітер. Нова земля, Ленд-арт фестиваль, Україна
- 2012 — Післясьогодні, Центральний будинок художника, Україна
- 2011 — Всеукраїнське трієнале скульптури, Україна